# Nadia Al-Sakkaf
Nadia Al-Sakkaf (en árabe: نادية عبد العزيز السقاف‎; 8 de marzo de 1977) es una exministra y política yemení. Fue redactora jefe del Yemen Times desde 2005 hasta 2014, antes de convertirse en la primera ministra de Información del Yemen. Huyó de su país en 2015 después del golpe de Estado. Es investigadora independiente en política, medios, desarrollo y estudios de género con sede en el Reino Unido. En 2011, Al-Sakkaf dio una popular charla TED llamada Ver el Yemen a través de mis ojos que tuvo más de medio millón de visitas y fue traducida a 34 idiomas.

## Infancia y formación
Al-Sakkaf nació en marzo de 1977. Sus padres fueron Aziza y Abdulaziz Al-Saqqaf. Su padre era profesor de economía en la Universidad de Saná, fundador de la Organización Árabe de Derechos Humanos y fundó el Yemen Times en 1990. Tiene dos hermanos y una hermana. Se licenció en Ciencias de la Computación en el Birla Institute of Technology en India, hizo un máster en Administración de Sistemas de Información en la Universidad de Stirling en el Reino Unido y un doctorado en ciencias políticas en la Universidad de Reading. Mientras estudiaba colaboró con Amnistía Internacional.

## Trayectoria
Al-Sakkaf trabajó como analista de sistemas en el Arab Experts Center for Consultancy and Systems. En julio de 2000 se incorporó al Yemen Times como traductora y reportera. Su padre, fundador de ese periódico, murió en 1999 tras ser atropellado por un automóvil, aunque Al-Sakkaf y su hermano creen que fue asesinado por oponerse al régimen del presidente Ali Abdullah Saleh. Se convirtió en editora asistente en septiembre de 2000.
Al-Sakkaf trabajó en un programa humanitario de Oxfam en 2003. En marzo de 2005 se convirtió en la redactora jefe del Yemen Times. En 2011, durante la Primavera Árabe en el Yemen, Al-Sakkaf y su equipo participaron en protestas exigiendo que Ali Abdullah Saleh renunciara y desempeñaron un papel importante en informar sobre la Revolución Yemení al resto del mundo. Al-Sakkaf es miembro del Sindicato de Periodistas Yemeníes y del Sindicato Internacional de Periodistas. Es una defensora de los derechos de las mujeres: contrata a mujeres periodistas para conseguir equilibrio de género entre el personal del periódico y publica artículos sobre temas como la mutilación genital femenina.
En 2012 lanzó Radio Yemen Times, una estación de radio FM que fue la primera plataforma pública gratuita de expresión de Yemen y que transmite diez horas al día como alternativa a los medios de comunicación estatales. En 2014 lanzó Radio Lana, la primera radio comunitaria en el sur del Yemen.
Al-Sakkaf fue nombrada ministra de Información del primer ministro Khalid Bahah en 2014. El 20 de enero de 2015, cuando los combatientes hutíes irrumpieron en la capital y tomaron el control de todos los medios de comunicación, recurrió a Twitter para informar del golpe. Más tarde dijo: «Me sentí más como una reportera que como una ministra de información. No estaba asustada en ese momento, pero lo estuve después cuando me di cuenta de las implicaciones. Mi nombre estaba en todas partes. Tuve más de 20.000 seguidores más en Twitter en un día». En mayo de 2015 se exilió en Riad como miembro del gobierno yemení reconocido internacionalmente que buscaba restaurar en el poder al presidente Abdrabbuh Mansur Hadi. Es la directora del Foro Yemen 21, una ONG de desarrollo con sede en Saná.
Al-Sakkaf ha publicado extensamente sobre política, medios de comunicación y desarrollo. Tiene muchos artículos de investigación y política, capítulos de libros y es autora de dos libros sobre el empoderamiento de las mujeres yemeníes. También publicó una colección de libros sobre las experiencias de las mujeres yemeníes como candidatas electorales disponible en árabe e inglés.  
Es miembro de varias plataformas locales e internacionales como el Sindicato de Periodistas Yemeníes, Mujeres sin Fronteras y la Iniciativa Islámica de Mujeres en Espiritualidad e Igualdad. 

## Premios y reconocimientos
Al-Sakkaf fue la primera ganadora del premio Gebran Tueni en 2006, otorgado por la Asociación Mundial de Periódicos y Editores de Noticias y por el periódico An-Nahar en Beirut. Recibió el premio Free Media Pioneers Award del Instituto Internacional de Prensa de Viena en nombre del Yemen Times ese mismo año. En 2013, recibió el premio Oslo Business for Peace, un premio otorgado por los ganadores de los premios Nobel de Economía y Paz y que se concede a los líderes del sector privado que "han demostrado un cambio transformador y positivo a través de prácticas comerciales éticas". Fue reconocida por la BBC como una de las "100 mujeres que cambiaron el mundo" en 2013. También fue elegida por el Foro Económico Mundial como una de las jóvenes líderes mundiales distinguidas de 2015.
Su charla TED "Yemen a través de mis ojos" es uno de los videos más conocidos sobre Yemen.

## Publicaciones
- Al-Sakkaf, Nadia (October 2012). «Yemen's Women and the Quest for Change: Political Participation after the Arab Revolution». Friedrich Ebert Stiftung.